# Actinoplagia koehleri
Actinoplagia koehleri är en tvåvingeart som beskrevs av Blanchard 1940. Actinoplagia koehleri ingår i släktet Actinoplagia och familjen parasitflugor. Inga underarter finns listade i Catalogue of Life.